# 青野山站
青野山站（日语：／ Aonoyama eki */?）是一個位於島根縣鹿足郡津和野町直地、屬於西日本旅客鐵道（JR西日本）山口線的鐵路車站。

## 車站結構
益田方向右側側式月台1面1線的地面車站（停留所）。山口地域鐵道部管理的無人站，因此不設站舍，月台上只設有候車室。不設自動售票機等設備。

## 相鄰車站
西日本旅客鐵道
■山口線
津和野－青野山－日原